# Dasybasis fuscus
Dasybasis fuscus är en tvåvingeart som beskrevs av Gonzalez 2004. Dasybasis fuscus ingår i släktet Dasybasis och familjen bromsar. Inga underarter finns listade i Catalogue of Life.